# Progresszív Szlovákia
A Progresszív Szlovákia (szlovákul Progresívne Slovensko) egy szociálliberális, progresszív és Európai-párti politikai párt Szlovákiában.

## Története

### A párt elnökei
| A Progresszív Szlovákia elnökei | A Progresszív Szlovákia elnökei | A Progresszív Szlovákia elnökei |
| Név                             | hivatal kezdete                 | hivatal vége                    |
| ------------------------------- | ------------------------------- | ------------------------------- |
| Ivan Štefunko                   | 2018                            | 2019                            |
| Michal Truban                   | 2019                            | 2020                            |
| Irena Bihariová                 | 2020                            | 2022. május 7.                  |
| Michal Šimečka                  | 2022. május 7.                  | hivatalban                      |

## Választási eredmények

### Elnökválasztások
A 2019-es szlovákiai elnökválasztáson Zuzana Čaputovát indították, aki már az első fordulóban a legtöbb szavazatot gyűjtötte össze, s bejutott a második fordulóba. 2019. március 30-án, a második fordulóban választották meg Szlovákia köztársasági elnökének, így ő lett az ország első női államfője.

### Parlamenti választások
| Választás | Szavazatok száma | Szavazatok aránya | Mandátumok száma | Mandátumok aránya | Parlamenti szerepe |
| --------- | ---------------- | ----------------- | ---------------- | ----------------- | ------------------ |
| 2020-as   | 200 780          | 6,96%*            | 0                | 0%                | nem jutott be      |
| 2023-as   | 533 136          | 17,96%            | 32               | 21,3%             | ellenzék           |

* Választási szövetségben a SPOLU párttal.

#### A szavazatok területi megoszlása

A PS-SPOLU által elért százalékos eredmény Szlovákia egyes járásaiban a 2020-as parlamenti választáson
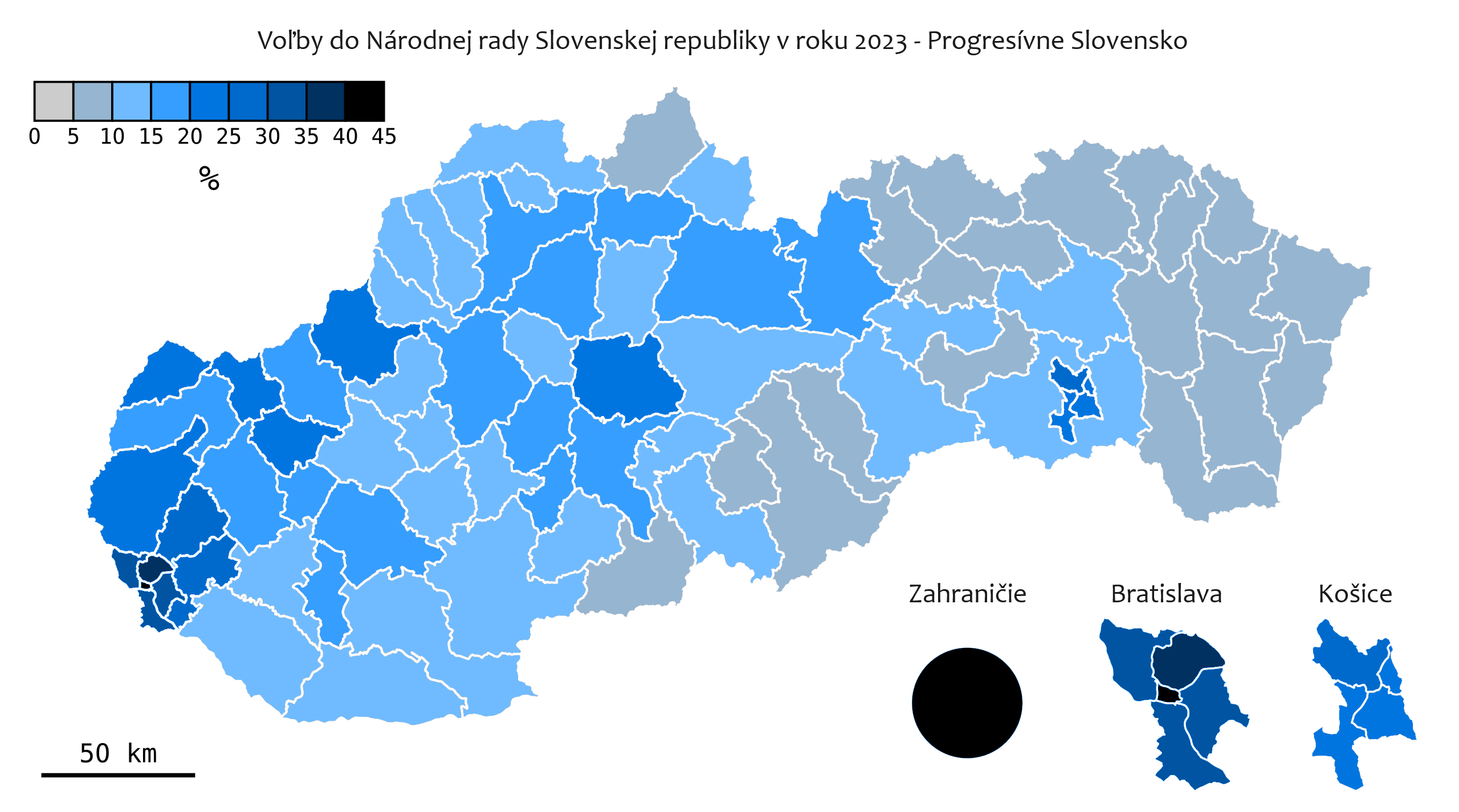
A PS által elért százalékos eredmény Szlovákia egyes járásaiban a 2023-as parlamenti választáson

### Európai parlamenti választások
| Választás | Szavazatok száma | Szavazatok aránya | Mandátumok száma | Európai parlamenti csoport |
| --------- | ---------------- | ----------------- | ---------------- | -------------------------- |
| 2019-es   | 198 255          | 20,11%*           | 2*               | Újítsuk meg Európát        |
| 2024-es   | 410 844          | 27,82%            | 6                | Újítsuk meg Európát        |

* Választási szövetségben a SPOLU párttal.

## Külső hivatkozások
- Hivatalos honlap (szlovákul)